# Loveless (My Bloody Valentine)
Loveless è il secondo album discografico del gruppo musicale irlandese My Bloody Valentine, pubblicato il 4 novembre del 1991 dalla Creation Records.
Le registrazioni durarono due anni, fra il 1989 e il 1991, sotto la supervisione creativa del chitarrista e compositore di tutte le musiche della band Kevin Shields; egli elaborò, per quest'album, un sound ricercato, basato perlopiù sul suono caotico e rimbombante della chitarra, su campionamenti e sul cantato impercettibile. Un gran numero di tecnici del suono venne assunto e licenziato durante il periodo delle registrazioni, tutti accreditati come collaboratori nella copertina del disco, anche se, secondo Shields, «tutto quello che fecero fu preparare il tè».
Si dice che i costi per la realizzazione del disco sfiorarono le 250.000 sterline, facendo rischiare alla Creation la bancarotta, notizia, in realtà, smentita dallo stesso Shields. In seguito alla realizzazione di Loveless, per via del continuo rinvio della consegna, per il comportamento imprevedibile di Shields e per lo scarso successo commerciale, i rapporti fra i My Bloody Valentine e la Creation si andarono deteriorando, costringendo la band a firmare per un'altra etichetta, la Island Records.
Loveless è quasi universalmente considerato, dalla critica, uno degli album più rappresentativi del genere shoegaze, nonché uno dei dischi più importanti e influenti degli anni novanta, nonché della musica rock tutta.. Loveless è stato classificato al posto numero 73 nella lista dei 500 migliori album di tutti i tempi secondo Rolling Stone.
Nel 2022 la rivista Pitchfork lo ha piazzato al primo posto nella classifica dei migliori album degli anni '90

## Descrizione

### Origini e realizzazione
Dopo l'uscita del primo album, Isn't Anything, nel novembre del 1988 venne stabilito che i My Bloody Valentine avrebbero cominciato le registrazioni presso i “Blackwing Studios” di Londra nel febbraio del 1989, occupandosi, fino ad allora di ideare il sound per il nuovo album, basandolo perlopiù sul lavoro in studio. Shields affermò che i manager della Creation Records che, inizialmente, pensavano che l'album sarebbe stato registrato in, al massimo, cinque giorni, quando si accorsero che ciò non sarebbe stato possibile, diedero di matto. Dopo diversi mesi infruttuosi, a settembre, la band si trasferì presso gli studi sotterranei “The Elephant and Wapping”, facendo però passare altre otto settimane senza alcun progresso. Nick Robbins, tecnico del suono in quegli studi, disse che Shields gli fece capire sin dall'inizio che tutto quello che doveva fare era premere un bottone. Robbins venne, quindi, sostituito da Harold Burgon, il cui unico contributo, secondo Shields, fu di mostrargli come funzionava il computer dello studio. Burgon e Shields trascorsero tre settimane presso gli studi “Woodcray” nel Berkshire, lavorando al EP Glider che, in accordo con la Creation, sarebbe dovuto uscire prima dell'album. Venne assunto Alan Moulder per missare la canzone Soon, presente nel EP, e poi inserita nell'album. A proposito di Moulder, Shields disse: dal momento in cui cominciammo a lavorare con lui, capimmo che avremmo potuto ambire a qualcosa in più.
Quando il gruppo tornò al lavoro, Moulder era l'unico in cui Shields riponesse abbastanza fiducia, anche se solamente per eseguire compiti come regolare i livelli degli amplificatori; a tutti gli altri tecnici accreditati in copertina venne detto: siamo talmente bravi che potreste persino non venire a lavorare. Shields sostenne che: a parte Moulder e Anjali Dutt (altro tecnico, assunto in seguito), tutti questi tecnici erano semplicemente gente “in allegato” allo studio...tutto quello che volevamo fare, secondo loro era sbagliato. Nella primavera del 1990, Moulder, che aveva lasciato il progetto per lavorare con gli Shakespear Sisters e con i Ride, venne sostituito, appunto, da Anjali Dutt, che aiutò nella registrazione del cantato e di diverse tracce di chitarra. In questo periodo, la band registrò in vari studi, spesso trascorrendovi anche un solo giorno prima di decidere che non fosse adatto. Nel maggio del 1990, furono stabiliti come base del progetto gli studi “Protocol” a Holloway, e si cominciò seriamente a lavorare all'album, nonché a un ulteriore EP, Tremolo, in cui è presente il brano To Here Knows When, inserito anche in Loveless. La band interruppe le registrazioni nell'estate del 1990, per intraprendere un tour promozionale per Glider. Ad agosto, Moulder tornò a lavorare con i My Bloody Valentine, rimanendo sorpreso dei pochi progressi ottenuti in sua assenza. A quel punto, i manager della Creation cominciarono a preoccuparsi di quanto sarebbe potuto costare l'album. Nel marzo 1991, Moulder lasciò nuovamente, per andare a lavorare con i The Jesus and Mary Chain.

Le tracce del canto vennero registrate negli studi “Britannia Row” e in quelli “Protocol”, tra maggio e giugno del 1991. In quell'occasione, Shields e la Butcher attaccarono delle tende per coprire i vetri divisori tra la sala d'incisione e la cabina di regia, comunicando ai tecnici di aver ottenuto un buon risultato, scostando le tende e facendo dei gesti. Secondo il tecnico Guy Fixsen: non potevamo sentire se stessero cantando, lo capivamo dai contatori sul registratore: se si fermavano, voleva dire che dovevamo interrompere la registrazione e riavvolgerla all'inizio. La maggior parte delle volte, i due arrivavano senza aver scritto il testo della canzone che avrebbero dovuto registrare. Riguardo a questo, Dutt raccontò: Kevin canticchiava un brano, poi, Bilinda riascoltava la registrazione scrivendo le parole che credeva potesse aver cantato. 

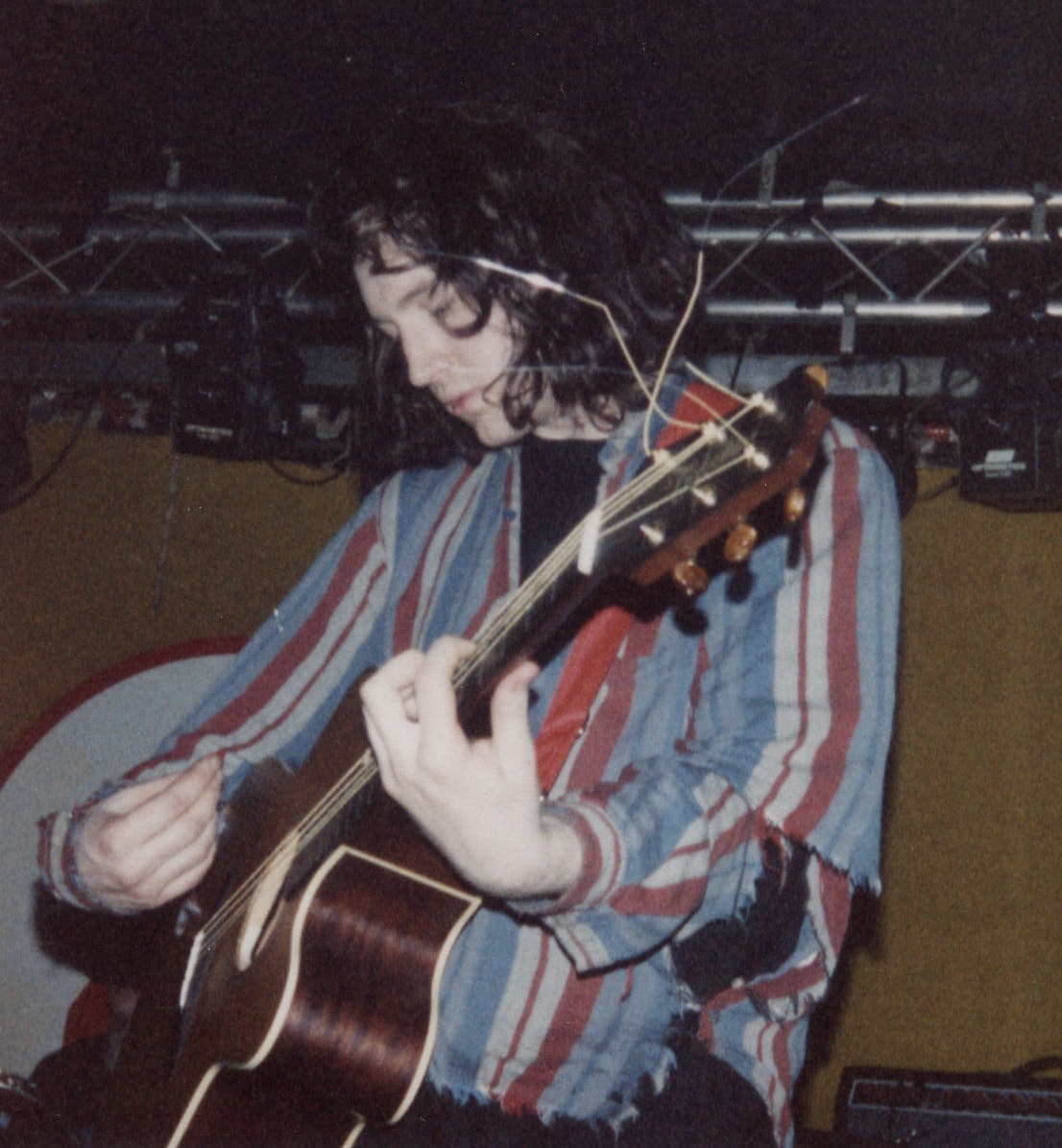
Kevin Shields nel 1989.

Nel giugno del 1991, i dirigenti della Creation furono d'accordo, in seguito a non ben specificate lamentele di Shields, a spostare la produzione del disco negli studi “Eastcoate”. Non poterono, però, saldare i conti per l'affitto dei “Britannia Row” per mancanza di fondi, quindi, gli studi trattennero l'attrezzatura della band; sempre Dutt raccontò: Kevin dovette sborsare i soldi di tasca sua, per avere indietro i suoi strumenti. Il comportamento imprevedibile di Shields, i continui rinvii e i cambi di studio cominciarono ad avere conseguenze concrete sulle finanze della Creation e sulla salute dei suoi manager: Dick Green, vicedirettore dell'etichetta discografica, ebbe un esaurimento nervoso in quel periodo. Green raccontò: erano due anni che la produzione del disco continuava, quindi telefonai a Shields in lacrime, dicendogli 'Devi portarmi quelle registrazioni!'. Oltretutto, in questo periodo, sia Shields che la Butcher soffrirono di acufene, per via della continua esposizione a volumi alti, e, per questo motivo, dovettero interrompere le registrazioni per molte settimane, e curarsi. Mentre Alan McGee, direttore della Creation, era ancora ottimista riguardo all'investimento nell'album, Green preoccupava i suoi colleghi; l'editore Laurence Verfaillie raccontò di come i capelli di Green, dopo che questo ebbe scoperto l'impossibilità economica, per la Creation, di continuare a pagare a lungo i conti degli studi, fossero divenuti brizzolati da un giorno all'altro: non sarebbero diventati grigi, se non fosse stato per quell'album.
Completate le tracce del cantato, il tecnico Dick Meany venne incarito per il missaggio finale, presso gli studi “Church”, nell'autunno del 1991: era il diciannovesimo studio affittato per la produzione del disco. L'album venne inciso su una vecchia macchina, precedentemente usata per unire i dialoghi di un film degli anni '70. Il computer della macchina mandò tutte le tracce fuori fase. Shields riuscì a risistemarle attraverso la memoria del computer, però ebbe bisogno di altri tredici giorni, invece di uno come normalmente sarebbe, per completare il mastering, provocando lo sgomento della Creation.
Il 4 novembre del 1991, Loveless venne pubblicato.

### Musica
Mentre la Butcher contribuì alla scrittura di circa un terzo dei testi, la maggior parte della musica venne scritta dal solo Shields, che, in seguito, dichiarò: a dire il vero, nelle registrazioni sono l'unico musicista, tranne in Touched, che è di Colm. Shields suonò anche le parti della Butcher, la quale gli lasciò volentieri il suo compito, sostenendo di non essere mai stata una brava chitarrista. Debbie Googe, bassista, non ha suonato nelle registrazioni, pur comparendo nei crediti sulla copertina dell'album. Essa, a proposito di ciò, disse: All'inizio andavo in studio la maggior parte delle sessioni, ma, dopo un po', mi sono sentita inutile quindi ho cominciato a diminuire le presenze. La Butcher ha spiegato che per Kevin spiegare a Debbie cos'aveva in mente e come suonarlo bene sarebbe stato un procedimento straziante. Alan Moulder disse che sarebbe stato del tutto inutile, perché Kevin aveva già perfettamente in mente cosa voleva ottenere, ma non ce lo spiegò mai.
Loveless fu registrato in gran parte in mono, siccome Shields riteneva importante che il sound dell'album consistesse nel suono della chitarra al centro, senza chorus o effetti di modulazione. Shields muove la leva del tremolo mentre suona, contribuendo, in parte, a creare il suono particolare della band. Questa tecnica, soprannominata Glide guitar, provoca una costante stonatura delle corde, dovuta al movimento del ponte che provoca la leva del tremolo. Shields disse che, per via del suo uso della leva del tremolo, la gente credeva che suonassero centinaia di chitarre, mentre v'erano meno tracce di chitarra che nella maggior parte dei demo di altre band. Inoltre, Shields disse che, a differenza delle altre band shoegaze dei primi anni '90, i My Bloody Valentine non usano pedali per il chorus o per il flanger. Disse: nessun'altra band suonava la chitarra come faccio io […] facevamo tutto solamente con la leva del tremolo. Shields aveva l'intenzione di usare effetti semplici e leggeri, spesso risultato di necessario lavoro in studio. Affermò: le canzoni hanno una struttura molto semplice, molte di proposito. In questo modo ce la si può cavare meglio se si pasticcia col contenuto. Nel 1992, in un'intervista alla rivista Guitar World, raccontò come aveva ottenuto un suono simile a un pedale wah-wah in I Only Said, suonando la sua chitarra attaccata a un amplificatore con in preamplificazione un equalizzatore grafico: dopo aver registrato la traccia di chitarra, la trasportò su un'altra traccia attraverso un equalizzatore parametrico, correggendo manualmente i livelli di equalizzazione. Nella stessa occasione, alla domanda se avesse potuto ottenere lo stesso effetto usando semplicemente un wah-wah, rispose nell'assetto del suono sì, ma non nell'approccio a esso.
Tranne due, tutte le tracce di batteria sono dei campionamenti composti dal batterista Colm Ó Cíosóig. Questa scelta è dovuta al fatto che Ó Cíosóig non poteva suonare per problemi fisici e personali, quindi, suonò alcuni pattern di batteria. Secondo Shields: Il risultato è esattamente quello che Colm avrebbe suonato, solo c'è voluto più tempo per ottenerlo. Ó Cíosóig, comunque si riprese a sufficienza per suonare Only Shallow e Touched, peraltro, da lui composta. Oltre la batteria, l'album contiene diversi campionamenti, a proposito dei quali, Shields disse: La maggior parte dei campionamenti sono ricavati da feedback. Abbiamo scoperto che dai feedback di una chitarra molto distorta, si può ottenere ogni tipo di strumento, qualunque si riesca a immaginare.
Il cantato, eseguito sia da Shields che dalla Butcher, è tenuto relativamente basso nel missaggio, perlopiù regolato sui toni alti. In alcuni brani, Shields canta in un registro alto mentre la Butcher in uno basso. Secondo Shields, dal momento che la band ha lavorato tanto sul cantato, era intollerabile un canto pulito in cui si sente una voce sola, per questo doveva sembrare più il suono di uno strumento. La Butcher spiegò il suo modo di cantare sognante e sensuale, dicendo: Spesso, registravamo il cantato alle 7 e 30 di mattina. A quell'ora, di solito, mi ero appena addormentata e dovevo essere svegliata per cantare. Per facilitare la venuta di questo effetto, Shield e Ó Cíosóig campionarono la voce della Butcher, riusandola, poi, come strumento. La stratificazione di voci in When You Sleep nacque dalla frustrazione di non riuscire a trovare la registrazione adatta, e, riguardo a ciò, Shields disse: Il cantato è così perché stava diventando snervante provare l'esecuzione adatta, così decisi di mettere insieme tutte le registrazioni (circa 12 o 13). I testi sono volutamente incomprensibili per via del rumore. Shields, scherzando, disse che una volta pensò di stilare, sul sito della band, una classifica dei vari tentativi di decifrare le parole dei testi in base alla percentuale di precisione. Affermò che la Butcher e lui passarono più tempo a lavorare sui testi che sulla musica. Solitamente, i testi venivano scritti durante sedute notturne di dieci ore circa. La coppia lavorò diligentemente affinché i testi non fossero banali. Shields disse: Non c'è niente peggio di testi banali.

### Brani
Only Shallow apre il disco con campionamenti fischianti sopra un caos di rumore vibrante, placandosi, però, in strofe dal tono sognante. Segue un breve intermezzo d'echi distorti, che porta a Loomer, in cui i feedback compongono una melodia onirica, su un tappeto martellante di chitarra. Touched è un brevissimo monologo dei campionamenti che ambisce alla musica sinfonica. To Here Knows When imita un concerto per orchestra distorto, in cui una voce pacata canticchia una ninnananna, mentre in lontananza si avverte la batteria. Il brano, poi, svanisce in una coda di distorsioni. When You Sleep riprende un ritmo andante, con un motivetto canticchiato da una voce femminile in lontananza. I Only Said rallenta di nuovo il ritmo mentre un flauto suona una melodia elementare in un marasma di distorsioni. Come In Alone è più potente, con una strofa corale. In Sometimes una voce intona una ballata per chitarra acustica coperta dal suono ruggente del basso. Verso la fine, il brano prende il tono di un inno religioso, svanendo, però, in pochi palpiti di distorsione. Blown a Wish pare una filastrocca, accompagnata da una chitarra limatissima, da vocalizzi e da un ritmo di batteria allegro. What You Want riprende un ritmo veloce, mentre, dopo un motivetto in levare per campionatore, comincia Soon, l'ultimo brano del disco, introdotto da una melodia simil-indiana.

### L'influenza diLoveless
Loveless fu accolto con grande entusiasmo dalla critica, e, in seguito, venne spesso citato tra le pietre miliari degli anni '90. Positivi furono anche i commenti da parte di altri musicisti: Robert Smith, leader dei The Cure, dichiarò che era uno dei suoi tre album preferiti, nonché uno dei migliori degli ultimi tempi, Trey Anastasio dei Phish lo valutò come il miglior album degli anni '90
Sono parecchi i musicisti che citano Loveless tra le proprie influenze: Billy Corgan degli Smashing Pumpkins e Trent Reznor dei Nine Inch Nails assunsero, addirittura Alan Moulder, il produttore di Loveless, per imitarne il suono, i Radiohead furono influenzati soprattutto per il suono delle chitarre.
Nel 2007 la band Japancakes, pubblicò un'esecuzione integrale strumentale del disco.

## Tracce
Testi e musiche di Kevin Shields, eccetto dove indicato.
1. Only Shallow – 4:17 (Shields, Bilinda Butcher)
2. Loomer – 2:38 (Shields, Butcher)
3. Touched – 0:56 (Colm Ó Cíosóig)
4. To Here Knows When – 5:31 (Shields, Butcher)
5. When You Sleep – 4:11
6. I Only Said – 5:34
7. Come in Alone – 3:58
8. Sometimes – 5:19
9. Blown a Wish – 3:36 (Shields, Butcher)
10. What You Want – 5:33
11. Soon – 6:58

## Formazione
- Kevin Shields: voce e chitarra
- Bilinda Butcher: voce e chitarra
- Debbie Googe: basso
- Colm O'Ciosoig: batteria

## Classifiche
| Classifica (2021) | Posizione massima |
| ----------------- | ----------------- |
| Australia         | 6                 |
| Belgio (Fiandre)  | 26                |
| Belgio (Vallonia) | 23                |
| Danimarca         | 5                 |
| Nuova Zelanda     | 7                 |
| Portogallo        | 14                |
| Regno Unito       | 7                 |